# Retrat de Manouso Theotokópoulos
El Retrat de Manouso Teotokópoulos es un suposat retrat del germà d'El Greco, atribuït a aquest pintor. Consta amb el número X-196 en el catàleg raonat d'obres d'aquest pintor, realitzat pel seu especialista Harold Wethey.

## Introducció
Tot i que no hi ha proves fefaents de que així sigui, aquest llenç sovint és considerat un retrat de Manouso (o Manousos) Theotokópoulos, el germà gran d'El Greco. Manouso degué arribar a Toledo la darrera dècada del segle XVI, potser fugint dels deutes que tenia a Venècia, o simplement cercant un aixoplux, perquè era vell i estava arruïnat. Els primers documents que s'hi refereixen, a Toledo, están datats el desembre de 1603 i per aquests documents se sap que tenia setanta-quatre o setanta-cinc anys. El llibre d'enterraments de l'Església de Santo Tomé de Toledo registra la seva mort el 13 de desembre de 1604.

## Anàlisi de l'obra
Pintura a l'oli sobre llenç; 47 x 38,7 cm.; Museu Norton Simon, Pasadena (Califòrnia)
El personatge vesteix una jaqueta de color marró amb el coll de pell, de color més clar, i una gorra de pell negra. Destaca sobre el fons de color verd fosc. La cara, el cabell i el coll han estat restaurats. Segons Harold. E. Wethey, no sembla obra d'El Greco.
Segons Josep Gudiol, és una obra autógrafa, d'una data propera a la del Retrat d'una dama amb una flor al cabell, amb el que comparteix característiques de la textura. Aquest autor també hi remarca la pinzellada oberta i certs trets psicològics similars als del Retrat d'Antonio de Covarrubias. Tanmateix, Gudiol reconeix que aquest llenç està realitzat amb més rapidesa, tot i que està ple de veritat humana.

## Procedència
- Col·lecció particular, Bolonya.
- Baró Michele Lazzaroni, París.
- Col·lecció Contini-Bonacossi, Florència.